# Jerkič
Jerkič je priimek v Sloveniji, ki ga je po podatkih Statističnega urada Republike Slovenije na dan 1. januarja 2010 uporabljalo 148 oseb.

## Znani nosilci priimka
- Anton Jerkič (1866—1924), fotograf
- Branko Jerkič (1925—2016), generalpolkovnik JLA
- Franc (Radko) Jerkič (1914—2007), zdravnik, porodničar in humanitarni delavec (v Italiji)
- Helena Jerkič (1894—1978), učiteljica glasbe in prevajalka
- Lidija Jerkič (*1962), pravnica in sindikalistka
- Ludvik Jerkič, fotograf
- Matjaž Jerkič, direktor kriminalistične policije
- Miroslav Jerkič (*1928), generalpodpolkovnik JLA
- Franc - Radko Jerkič (1914—?), zdravnik (Italija)